# Walk Hard: The Dewey Cox Story
Walk Hard: The Dewey Cox Story (prt: Walk Hard: A História de Dewey Cox, ou Walk Hard - A História de Dewey Cox; bra: A Vida É Dura - A História de Dewey Cox, ou A Vida É Dura: A História de Dewey Cox) é um filme estadunidense de 2007, do gênero comédia musical, escrito e produzido por Judd Apatow (diretor de The 40-Year-Old Virgin e Knocked Up) e Jake Kasdan, dirigido por Kasdan, e estrelado por John C. Reilly (Magnolia).
A persona de Dewey Cox apresenta características emprestadas de diversas das mais prolíficas figuras da história do rock: Brian Wilson, Elvis Presley, Bob Dylan, The Big Bopper, Buddy Holly, Roy Orbison, Jim Morrison, Glen Campbell, James Dean, Ray Charles, Jerry Lee Lewis, Donovan, mas principalmente Johnny Cash. A trama apresenta ecos da história do filme biográfico de 2005 do cantor Johnny Cash, Walk the Line; Walk Hard também é uma paródia do gênero de biografias cinematográficas como um todo.
O filme foi lançado nos Estados Unidos (e Canadá) pela Columbia Pictures em 21 de dezembro de 2007. Posteriormente seria lançada uma "versão do diretor" com 24 minutos a mais.[carece de fontes?]

## Enredo
Em Springberry, Alabama, 1946, o jovem Dewey Cox acidentalmente corta seu irmão Nate ao meio com um facão. O trauma faz com que Dewey perca seu olfato. Dewey conhece um guitarrista de blues, que descobre que Dewey é um músico natural.
Em 1953, depois de um show de talentos bem-sucedido, Dewey, de 14 anos, deixa Springberry com sua namorada de 12 anos, Edith; eles logo se casam e têm um bebê. Trabalhando em uma boate afro-americana, Dewey substitui o cantor Bobby Shad no palco e impressiona o executivo de discos judeu hassídico L'Chaim.
Enquanto gravava uma versão rockabilly de "That's Amore", Dewey é repreendido por um executivo. Um desesperado Dewey interpreta "Walk Hard", uma canção inspirada em um discurso que ele deu a Edith, que restaura a crença do executivo no judaísmo e os foguetes de Dewey ao estrelato.
A música se torna um sucesso em 35 minutos, e Dewey fica preso no estilo de vida do rock and roll. Dewey é apresentado à maconha por seu baterista Sam e se torna infiel a Edith. O pai de Dewey informa a ele que sua mãe morreu enquanto dançava a música de Dewey, e culpa a música de Dewey pela morte dela. Perturbado, Dewey encontra Sam usando cocaína e participa, resultando em uma performance de punk rock abastecida com cocaína. Choirgirl Darlene Madison entra na vida de Dewey, e ele produz vários registros de sucesso em meio ao namoro carregado de tensão sexual. Ele se casa com Darlene enquanto ainda é casado com Edith, o que faz com que as duas mulheres o abandonem e compre drogas de um policial disfarçado. Depois que ele cumpre pena na prisão e na reabilitação, Darlene retorna.
Eles se mudaram para Berkeley, Califórnia, em 1966, no início do movimento de contracultura. O novo estilo de cantar de Dewey é comparado ao de Bob Dylan, que Dewey nega com raiva. Em uma visita à Índia, Dewey leva LSD com os Beatles, levando a uma alucinação "Yellow Submarine". Dewey fica obcecado com todos os aspectos do processo de gravação e é consumido com a criação de sua obra-prima "Black Sheep" (uma homenagem ao "Smile" de Brian Wilson). A banda se ressente de seu estilo musical insano e comportamento abusivo, e se separa; Darlene, também incapaz de lidar com Dewey, deixa-o por Glen Campbell. Durante outro período na reabilitação, Dewey é visitado pelo fantasma de Nate, que ridiculariza sua autopiedade e diz a ele para começar a escrever músicas novamente.
Na década de 1970, Dewey agora é apresentador de um programa de televisão da CBS, mas não consegue compor uma obra-prima para seu irmão (Na versão do diretor, Dewey volta a se casar novamente, desta vez com Cheryl Tiegs). Nate reaparece e pede que Dewey se reconcilie com o pai; apesar de um confronto emocional, seu pai desafia Dewey a um duelo de facões, mas se corta ao meio. Em seus momentos finais, ele perdoa Dewey e diz a ele para ser um pai melhor. Dewey quebra e destrói quase tudo em sua casa.
Dewey é abordado por um de seus filhos ilegítimos e decide passar um tempo com seus muitos filhos. Em 1992, Darlene, divorciada, retorna a Dewey. Finalmente percebendo o que é mais importante para ele, Dewey recupera seu olfato e se casa novamente com Darlene.
Nos dias atuais, o filho de L'Chaim, Dreidel, informa a Dewey sobre sua popularidade com jovens ouvintes através do sample de "Walk Hard", do rapper Lil 'Nutzzak. Dewey descobre que ele receberá um prêmio pelo conjunto da obra; Na cerimônia, ele reluta em fazer sua música de sucesso, temendo suas antigas tentações. No entanto, com o apoio de sua família, ele se reúne com sua banda e finalmente consegue criar uma grande obra-prima, resumindo toda a sua vida com sua última música, "Beautiful Ride". Na cena final, a legenda revela que Dewey morreu três minutos após esta apresentação final.
Após os créditos é um curto clipe em preto e branco de "The Dewey Cox real, 16 de abril de 2002" (ainda desempenhado por Reilly)

## Elenco
- John C. Reilly - Dewey Cox
- Jenna Fischer - Darlene Madison
- Raymond J. Barry - Pa Cox
- Margo Martindale - Ma Cox
- Kristen Wiig - Edith
- Chip Hormess - Nate Cox
- Jonah Hill - Nate adulto
- David Krumholtz - Schwartzberg
- Harold Ramis - L’Chai’m
- Frankie Muniz - Buddy Holly
- Jack White - Elvis Presley
- Jason Schwartzman - Ringo Starr
- Jack Black - Paul McCartney
- Justin Long - George Harrison
- Paul Rudd - John Lennon

## Trilha sonora
Os cantores-compositores Dan Bern e Mike Viola (dos Candy Butchers) compuseram a maior parte das canções do filme, incluindo There's a Change a Happenin', Mulatto, A Life Without You (Is No Life At All), Beautiful Ride e Hole in My Pants. Charlie Wadhams compôs a canção Let's Duet, Marshall Crenshaw a canção-título, e Van Dyke Parks é responsável pela jam psicodélica dos anos 60 Black Sheep, à la Brian Wilson (a sessão de gravação da música mostrada no filme parece ser uma paródia específica das sessões do álbum SMiLE, dos Beach Boys, na qual Van Dyke Parks trabalhou). Diversos críticos comentaram sobre a alta qualidade das canções da trilha sonora, algo incomum para filmes do gênero, e o quão bem elas refletiam os estilos e a época que tentavam satirizar, e como se sobressaíam como composições de qualidade. A trilha sonora foi indicada para o Grammy e para o Globo de Ouro, e venceu o Prêmio Sierra de melhor canção num filme, da Sociedade de Críticos de Cinema de Las Vegas.

## Produção
Eu tive essa ideia de fazer um filme biográfico — ou um filme biográfico real sobre uma pessoa falsa — e seguir a trajetória da carreira de um músico.— Jake Kasdan, 2007
Jake Kasdan levou a ideia a seu amigo e colega de direção, Judd Apatow. Ambos começaram a escrever juntos o roteiro do filme. As referências espirituosas deste filme biográfico falso foram retiradas de diversas fontes. Apatow e Kasdan comentaram ter assistido diversos tipos de filmes do gênero para obter inspiração, incluindo os de Jimi Hendrix e Marilyn Monroe. Apesar da abordagem bem-humorada, o filme foi feito seguindo o tom mais sério de filmes tipicamente indicados para o Óscar, o que acrescentou ao seu tom irônico.
John C. Reilly, que canta e toca guitarra e violão, foi escolhido para o papel principal. "Pegamos os clichês das biografias cinematográficas e apenas nos divertimos com eles", disse Reilly.  A "escolha deliberadamente inadequada" de atores em participações como celebridades, tais como os Beatles, teve como intenção ampliar o seu efeito cômico. O pôster do filme é uma referência às fotos de Jim Morrison como "jovem leão".

## Lançamento em DVD
O filme foi lançado em DVD e blu-ray em 8 de abril de 2008. No fim de semana de estreia 263.000 exemplares foram vendidos, gerando uma renda de 5.110.109 de dólares. Em agosto de 2009 as vendas do filme em DVD haviam gerado 15.395.476 dólares.

## Aparições promocionais
Juntamente com uma banda que o acompanhava, Reilly fez sete aparições musicais ao redor dos Estados Unidos, como Dewey Cox, nas semanas que antecederam o lançamento do filme.
- 5 de dezembro de 2007 - Rock & Roll Hall of Fame (Cleveland, Ohio)
- 6 de dezembro de 2007 - The Cubby Bear (Chicago, Illinois)
- 7 de dezembro de 2007 - Stubb's BBQ (Austin, Texas)
- 8 de dezembro de 2007 - Mercy Lounge (Nashville, Tennessee)
- 10 de dezembro de 2007 - Great American Music Hall (San Francisco, Califórnia)
- 13 de dezembro de 2007 - Guitar Center on Sunset Blvd. (Los Angeles, CA)
- 19 de dezembro de 2007 - Knitting Factory (Nova York, NY)
- 19 de dezembro de 2007 - Apresentou-se como o personagem Dewey Cox no programa Good Morning America.[13]

## Recepção
O filme foi aclamado por diverso críticos, entre eles Roger Ebert, que deu ao filme 3 de 4 estrelas, e conquistou 75% de críticas positivas no site Rotten Tomatoes, garantindo a classificação de "fresh" ("fresco"). O filme, entretanto, não conseguiu cativar o público, e conseguiu apenas 18 milhões de dólares nas bilheterias americanas, quantia inferior ao orçamento do filme.
John C. Reilly conquistou uma indicação ao Globo de Ouro por seu papel, bem como pela interpretação da canção-título ("Walk Hard").